# Villa Foresta
Villa Foresta is een beschermd gemeentelijk monument aan de Generaal Van Heutszlaan 8 in Baarn, in de provincie Utrecht. Het gebouw staat in het Prins Hendrikpark en wordt gebruikt als kantoor.
Het herenhuis is rond 1885 gebouwd en heette toen villa 'Overbosch', ook in het centrum van Baarn stond vroeger een villa Overbosch.
De voorgevel bestaat uit twee delen. In het linkerdeel is de ingang, met daarnaast een serre uit 1920, hetzelfde jaar dat ook de rechtsachter staande dienstvleugel werd gebouwd. De witte bepleistering is ook later aangebracht.
Op Prinses Marielaan 11 staat de tuinmanswoning die bij villa Foresta hoorde.